# Гуејџоу ЈЛ-9
Гуејџоу ЈЛ-9 или ФТЦ-2000 је кинески суперсонични једномоторни млазни школско-борбени авион, намењен како обуци војних пилота, тако и јуришним дејствима. Развила га је кинеска компанија Гуејџоу из Гуејанга. ФТЦ-2000 је, иначе, извозна ознака авиона.

## Развој и дизајн
Гуејџоу ЈЛ-9 је развијен из ловца Ченгду Ј-7, кинеске верзије авиона МиГ-21. Авиона Гуејџоу ЈЛ-9  први пут је јавности представљена 2001. године на авиосалону у Џухају. Први прототип авиона Гуејџоу ЈЛ-9 обавио је свој први пробни лет 13. децембра 2003. године. Гуејџоу ЈЛ-9 поседује пет подвесних тачака за наоружање. Авион може да понесе до две тоне горива и/или наоружања, намењеног како нападима на циљеве на земљи, тако и против-ваздушној борби. Гуејџоу ЈЛ-9 је погоњен једним млазним мотором WP-13F (C), потиска 43,15 kN без форсажа, односно 63,25 kN са додатним сагоревањем. Судан је први инострани купац овог авиона. Судан је набавио шест примерака овог авиона. Народноослободилачка армија Кине користи овај тренажни авион у свом ратном ваздухопловству и у морнаричкој авијацији ратне морнарице. Палубна варијанта авиона носи ознаку ЈЛ-9Г и поседује кочиону куку.

## Корисници
- НР Кина
- Судан